# Unbiheks
Unbihexium (Ubh, ang. unbihexium) – niezsyntetyzowany dotąd, hipotetyczny pierwiastek chemiczny o liczbie atomowej 126. Taka liczba protonów w jądrach tego pierwiastka może (według części modeli budowy jąder) zwiększać ich stabilność; przewiduje się, że ten pierwiastek znajduje się na hipotetycznej wyspie stabilności.

## Nazwa
Do czasu odkrycia i jego oficjalnego uznania pierwiastek posiada tymczasową nazwę systematyczną przyznaną przez IUPAC, utworzoną na podstawie liczby atomowej: un+bi+hex, czyli 1+2+6.

## Stabilność
126 protonów w jądrze według części modeli tworzy tzw. zamkniętą powłokę protonową, dzięki której jądro teoretycznie może mieć większą stabilność – analogicznie do zamkniętych powłok elektronowych gazów szlachetnych, dzięki którym są one prawie niereaktywne. Dodatkowo 184 lub 196 neutronów (w zależności od modelu) może tworzyć zamkniętą powłokę neutronową, co jeszcze bardziej stabilizuje jądro. Dlatego izotopy 310Ubh i 322Ubh są potencjalnie szczególnie interesujące i mogą mieć relatywnie długi czas życia.

## Historia
Pierwszą próbę syntezy unbiheksu metodą fuzji jądrowej podjęli w 1971 r. René Bimbot i John M. Alexander:
23290Th + 8436Kr → 316126Ubh* → bez wyniku
Zaobserwowana została wysokoenergetyczna cząstka α, którą uznano za możliwe potwierdzenie sukcesu. Współcześnie uważa się, że czułość ówczesnych urządzeń była o kilka rzędów wielkości za mała, aby otrzymać unbiheks. W latach 1976–1983 uczeni próbowali wyizolować pierwiastek 126 z naturalnych minerałów, bez powodzenia. Do dziś żadna próba syntezy nie zakończyła się sukcesem.

## Właściwości
Na podstawie przewidywanej konfiguracji elektronowej można wnioskować o właściwościach chemicznych unbiheksu. Jest to przypuszczalnie metal, może występować na różnych stopniach utlenienia, nawet tak wysokich jak +8.